# Hexatoma superba
Hexatoma superba är en tvåvingeart som beskrevs av Evgenyi Nikolayevich Savchenko 1976. Hexatoma superba ingår i släktet Hexatoma och familjen småharkrankar. Inga underarter finns listade i Catalogue of Life.